# Sam Saxton
Sam Saxton (Amstelveen, 20 juni 1993) is een Nederlands zangeres/gitarist met een veldhockeyloopbaan.
Ze is dochter van de Amerikaanse, maar in Nederland wonende golfspeler en –leraar Jonas Saxton en Francine Strumphler. Broer Reinier Saxton is bekend golfer, ook haar zus Christine Saxton beoefent/beoefende de sport en werkt bij de Koninklijke Nederlandse Golf Federatie (NGF).
Sam Saxton groeide op in Haarlem en omstreken. Zij begon met veldhockey; ze speelde eerst in de jeugd van Bloemendaal en vanaf 2010 bij THC Hurley. in het Amsterdamse Bos. Ze wilde niet in de U16 (onder 16). Haar loopbaan bracht haar in vier jaar tot een plaats in Jong Oranje waarmee ze een Europees en wereldkampioenschap (2013 te Mönchengladbach) behaalde. Een pijnlijke rug zorgde er mede voor dat haar hockeycarrière stokte toen ze 21 was. Na het afronden van de middelbare school ging ze psychologie studeren.
Al vanaf jongs af aan voelde ze dat ze muziek wilde maken; de reden was een Spaanse gitaar die thuis aan de muur hing. Haar ouders gaven haar de kans gitaarles te nemen en later ook zangles. Ze werkte vervolgens samen met Bas Kors (levensgezel en lid van The Hype en Drukwerk) aan eigen repertoire. De muziek werd opgepikt door Menno Timmerman. De coronapandemie bracht verdere vooruitgang. Ze kon vanuit huis aan haar album werken. Het werd een album met een combinatie van Americana, soul en Pop. Ze kon het album presenteren in Patronaat te Haarlem.
Ze woont rond 2023 in Amsterdam. 

## Discografie
- 2012: Unknown
- 2023 album Take a ride